# Steven Hahn
Steven Howard Hahn (New York, 1951New York) is hoogleraar geschiedenis aan de New York-universiteit. Die zijn kennis niet alleen verspreidt via doceren, maar ook via het schrijven van boeken.

## Leven
Hahn werd op 18 juli 1951 geboren in. Hij volgde zijn opleiding aan de Universiteit van Rochester, waar hij samenwerkte met Eugene Genovese en Herbert Gutman. Hahn behaalde zijn academische (doctor) titel aan Yale . Zijn doctoraatsthesis werd begeleid door C. Vann Woodward en later door Howard R. Lamar .
Hij schreef over het Zuiden, slavernij en emancipatie, het populistische tijdperk, plattelandsculturen en sociale migratie. Zijn eerste boek was The Roots of Southern Populism: Yeoman Farmers and the Transformation of the Georgia Upcountry, 1850–1890 (Oxford University Press, 1983). Deze studie was belangrijk omdat het een gedetailleerd en origineel verslag gaf van de politieke ideologie van blanke kleine boeren in het zuiden. Destijds kreeg deze groep, die het grootste deel van het Amerikaanse Zuiden vormde, relatief weinig wetenschappelijke aandacht. Hahn presenteerde de zuidelijke boeren in cruciale opzichten als antikapitalistisch en beschreef hoe hun positie werd ondermijnd door de toenemende commercialisering van de zuidelijke landbouw na de Burgeroorlog. Populisten werden afgeschilderd als mensen die nauwelijks belangstelling hebben voor een echt biraciaal staatsbestel.
In 2003 publiceerde Hahn zijn tweede boek A Nation Under Our Feet: Black Political Struggles in the Rural South from Slavery to the Great Migration, waarmee hij in 2004 de Pulitzerprijs voor geschiedenis won. Verschillende historici hebben opgemerkt dat in dit boek een vakbond van zwarte en blanke arbeiders als een veel waarschijnlijker mogelijkheid wordt voorgesteld. In 2009 publiceerde hij The Political Worlds of Slavery and Freedom, een versie van de Nathan I. Huggins Lecture die hij twee jaar eerder aan de Harvard-universiteit gaf.of het boek, A Nation Without Borders: The United States and Its World in an Age of Civil Wars, werd in 2016 uitgegeven door Penguin Press.
Hahn heeft een aantal prijzen gewonnen voor zijn onderwijsactiviteiten en werd in zijn onderzoek ondersteund door de Guggenheim Foundation, de American Council of Learned Societies, het Center for Advanced Study in the Behavioral Sciences van Stanford en de Huntington Library in San Marino, Californië.
Hahn doceerde aan de Universiteit van Delaware, de Universiteit van Californië in San Diego, de Northwestern Universiteit, de Universiteit van Pennsylvania en de Universiteit van New York. 
Hij heeft twee kinderen, Declan Hahn en Saoirse, en woont in New York.

## Prijzen
- 1980 Allan Nevins-prijs van de Society of American Historians, voor zijn doctoraalscriptie, The Roots of Southern Populism[6]
- 1984 Frederick Jackson Turner Award van de Organization of American Historians, voor The Roots of Southern Populism: Yeoman Farmers and the Transformation of the Georgia Upcountry, 1850–1890
- Pulitzerprijs voor geschiedenis 2004, voor A Nation Under Our Feet
- 2004 Bancroft-prijs, voor een natie onder onze voeten
- Merle Curti Award in Sociale Geschiedenis van de Organization of American Historians